# Роберт Муг
Роберт Артур „Боб“ Муг (енгл. Robert Arthur "Bob" Moog /ˈmoʊɡ/; 23. мај 1934 — Ешвил, 21. август 2005), оснивач компаније Moog Music, био је амерички пионир електронске музике. Докторирао је инжењеријску физику и добитник је 3 почасна доктората. Најпознатији је као изумитељ Муг синтисајзера. Муг синтисајзери били су једни од првих широко распрострањених електронских музичких инструмената.